# ЦСКА (женский волейбольный клуб, София)
ЦСКА (Центральный спортивный клуб армии, болг. Централен спортен клуб на армията) — болгарская женская волейбольная команда из Софии. Входит в структуру волейбольного клуба ЦСКА (болг. волейболен клуб ЦСКА) и объединения спортивных клубов ЦСКА (болг. обединени спортни клубове ЦСКА).
В прошлом команда носила названия: «Чавдар» (1945—1948), «Септември-ЦДВ» (1949), «Народна Войска» (1950), ЦДНВ (1951), ЦДНА (1952), ЦСКА «Червено Знаме» (1963—1968), ЦСКА «Септемврийско Знаме» (1968—1989).

## Достижения
- 25-кратный чемпион Болгарии — 1946—1948, 1978, 1979, 1982, 1983, 1985—1989, 1991—1993, 1995, 2000, 2004, 2005, 2007, 2008, 2010—2013;
  - 15-кратный серебряный призёр чемпионатов Болгарии — 1973, 1975, 1977, 1980, 1981, 1990, 1996, 1999, 2001—2003, 2014, 2022—2024;
  - 16-кратный бронзовый призёр чемпионатов Болгарии — 1945, 1968, 1969, 1974, 1976, 1984, 1994, 1997, 1998, 2006, 2009, 2015, 2018, 2019, 2021, 2025.
- 19-кратный победитель розыгрышей Кубка Болгарии — 1969, 1976, 1979, 1981—1983, 1985, 1986, 1988, 1989, 1993, 1995, 1996, 2000, 2004, 2008, 2010, 2011, 2013.
- двукратный победитель розыгрышей Кубка европейских чемпионов — 1979, 1984.
- победитель розыгрыша Кубка обладателей кубков ЕКВ 1982;
  - серебряный (1973, 1976, 1991) и бронзовый (1981) призёр Кубка обладателей кубков ЕКВ.

## История
В 1944 году был образован армейский спортивный клуб «Чавдар» в составе которого через год возникла женская волейбольная команда, ставшая победителем второго послевоенного чемпионата Болгарии, а затем ещё дважды подряд повторяла свой успех. В 1948 клуб был приписан к Центральному дому вооружённых сил Болгарии (ЦДВ), а в мае того же года был образован спортивный клуб «Септември-ЦДВ», в структуру которого перешла и женская волейбольная команда. В 1949—1952 её название неоднократно менялось («Народна войска», ЦДНВ, ЦДНА), а затем на протяжении 11 лет команда в чемпионатах страны участия не принимала.
В 1962 путём слияния клубов ЦДНА (Центральный дом народной армии) и «Червено Знаме» (Красное знамя) был образован армейский спортивный клуб ЦСКА «Червено Знаме». В сезоне 1963—1964 в чемпионате Болгарии после 11-летнего перерыва вновь приняла участие женская армейская волейбольная команда. В 1968 она стала бронзовым призёром национального первенства, а через год (уже под названием ЦСКА «Септемврийско Знаме») повторила свой медальный успех. В дальнейшем на протяжении 8 чемпионатов страны армейская команда ещё 5 раз выигрывала серебряные и бронзовые медали.
В 1978 ЦСКА «Септемврийско Знаме» впервые стал чемпионом Болгарии, потерпев за сезон только одно поражение в 21 проведённом матче. Этого успеха армейские волейболистки добились под руководством тренера Васила Симова, в том же году возглавившего и женскую сборную Болгарии. Тем самым был дан старт 18-летнему периоду, в ходе которого армейская команда 14 раз становилась чемпионом страны, 10 раз выигрывала Кубок Болгарии, а в 1979—1991 7 раз становилась призёром европейских кубковых турниров, в том числе дважды побеждала в розыгрышах Кубка европейских чемпионов (1979 и 1984) и один раз — в розыгрыше Кубка обладателей кубков ЕКВ (1982).
В 1973 году команда ЦСКА «Септемврийско Знаме» приняла участие в первом розыгрыше Кубка обладателей кубков ЕКВ и стала серебряным призёром турнира, уступив только своим московским одноклубницам. В 1976 команда повторила своё серебряное достижение Кубка кубков, а в 1979 впервые участвовала в розыгрыше Кубка европейских чемпионов и в отсутствие советского чемпиона («Уралочки») опередила в финальном турнире соперников из Венгрии, ГДР и Чехословакии, став обладателем главного клубного трофея Европы. В команде Васила Симова играли Верка Стоянова, Румяна Каишева, Майя Стоева, Цветана Божурина, Мария Минева, Ваня Манова (Русинова), Катюша Мичева, Елена Шаханова, Лидия Танчева, Соня Йовчева. В октябре того же (1979) года первые четверо из этого списка под руководством Симова внесли свой вклад в выигрыш сборной Болгарии своих первых медалей (бронзовых) чемпионата Европы, а через год армейки Божурина, Каишева и Валентина Харлампиева стали бронзовыми призёрами московской Олимпиады. В 1981 армейские волейболистки Ц.Божурина, Р.Каишева, В.Манова, М.Стоева, В.Стоянова, Мила Рангелова в составе сборной Болгарии на проходившем у себя в стране очередном чемпионате Европы выиграли золотые медали, уверенно победив в решающем матче советских волейболисток со счётом 3:0. После этого триумфа Васил Симов принял предложение возглавить уже мужскую болгарскую сборную и покинул женскую команду ЦСКА.
В 1982 году ЦСКА «Септемврийско Знаме» в решающем матче розыгрыша Кубка обладателей кубков переиграл московское «Динамо» 3:1 и стал обладателем второго по значимости европейского клубного трофея. В 1984 на проходившем в Мюнхене (ФРГ) финальном турнире Кубка европейских чемпионов армейские волейболистки не оставили никаких шансов своим соперникам из Италии, ФРГ и Турции, во второй раз в своей истории завоевав звание лучшей женской клубной команды «старого света». Двукратными победителями Кубка стали Верка Стоянова (играющий тренер и капитан), Румяна Каишева, Ваня Манова, Майя Стоева. Кроме них обладателями почётного трофея стали Мила Рангелова, Валентина Харалампиева, Росина Гуджева, Десислава Никодимова, Верка Николова, Эмилия Пашова. В турнире не принял участие чемпион СССР «Динамо» (Москва).
В последующие годы армейская команда лишь раз смогла выиграть медали на европейской арене. В розыгрыше Кубка обладателей кубков 1991 ЦСКА (так стала называться с 1989) вышла в финал четырёх, где в полуфинале переиграла советскую команду ТТУ из Санкт-Петербурга 3:2, а в финале с тем же счётом уступила другой команде из СССР — алма-атинской АДК, став серебряным призёром турнира. С тех пор уже на протяжении более четверти века ЦСКА в еврокубках играет нерегулярно и без успеха.
Что же касается национальных турниров, то в начале 1990-х ЦСКА доминировала в чемпионатах страны, четырежды (в 1991—1993, 1995) выиграв чемпионский титул. В 1996—1999 на ведущие роли в женском клубном болгарском волейболе вышла «Левски-Сиконко», а с 2000 и вплоть до 2014 года титул сильнейшей команды Болгарии практически неизменно разыгрывался в остром противоборстве двух софийских команд — ЦСКА и «Левски», в которое лишь эпизодически вмешивались другие коллективы.

## Арена
Домашние матчи ЦСКА проводит в Зале «Васил Симов». Расположен в восточной части Софии. Вместимость — 1000 зрителей.

## Сезон 2024—2025

### Состав
| №  | Имя, фамилия           | Год рождения | Рост | Амплуа      | Гражданство |
| -- | ---------------------- | ------------ | ---- | ----------- | ----------- |
| 1  | Ивета Станчулова       | 1997         | 186  | нападающая  | Болгария    |
| 2  | Александра Костадинова | 2003         | 183  | нападающая  | Болгария    |
| 3  | Николь Окоро           | 2008         | 178  | нападающая  | Болгария    |
| 5  | Десислава Тодева       | 2001         | 180  | связующая   | Болгария    |
| 8  | Димана Иванова         | 2007         | 174  | связующая   | Болгария    |
| 9  | Мадлен Митева          | 2008         | 175  | нападающая  | Болгария    |
| 10 | Александра Сайкова     | 2003         | 188  | центральная | Болгария    |
| 11 | Ивана Ефремова         | 2004         | 186  | центральная | Болгария    |
| 12 | Николь Пейчинова       | 2003         | 183  | нападающая  | Болгария    |
| 13 | Ивон Цолова            | 2007         | 170  | нападающая  | Болгария    |
| 14 | Ивайла Евлогиева       | 2004         | 166  | либеро      | Болгария    |
| 18 | Ева Каменска           | 2006         | 187  | центральная | Болгария    |
| 19 | Рая Евлогиева          | 2006         | 182  | нападающая  | Болгария    |
| 21 | Виктория Нинова        | 2007         | 171  | либеро      | Болгария    |

- Главный тренер — Юлия Иванова-Минчева.
- Тренер — Антонина Зетова.